# Bertoldo (nome)
Bertoldo  è un nome proprio di persona italiano maschile.

## Varianti
- Ipocoristici: Berto

### Varianti in altre lingue
- Basso-tedesco: Tölke, Thölke
- Ceco: Bertold
- Friulano: Bertolt
- Germanico: Berhtoald[1]
- Norvegese: Bertil[1]
- Polacco: Bertold
- Svedese: Bertil[1]
- Tedesco: Berthold[1], Bertolt
- Ungherese: Bertold

## Origine e diffusione
Continua il nome germanico Berhtoald, composto da beraht (o berht, bertha, "illustre", "brillante") e wald (o vald, waldaz, "governare", "potere"); il significato può quindi essere "illustre governante", o "illustre nel comandare". Il secondo elemento viene talvolta ricondotto a hold ("gentile", "amorevole"). Gode di una scarsa diffusione.

## Onomastico
L'onomastico si può festeggiare il 21 ottobre in ricordo di san Bertoldo di Parma, morto nel 1106, patrono dei sagrestani. Si ricordano con questo nome anche:
- 29 marzo, san Bertoldo di Calabria, priore generale dei carmelitani[4]
- 27 luglio, san Bertoldo di Garsten, abate benedettino[5]
- 24 agosto, san Bertoldo, vescovo di Torel[3]

## Persone

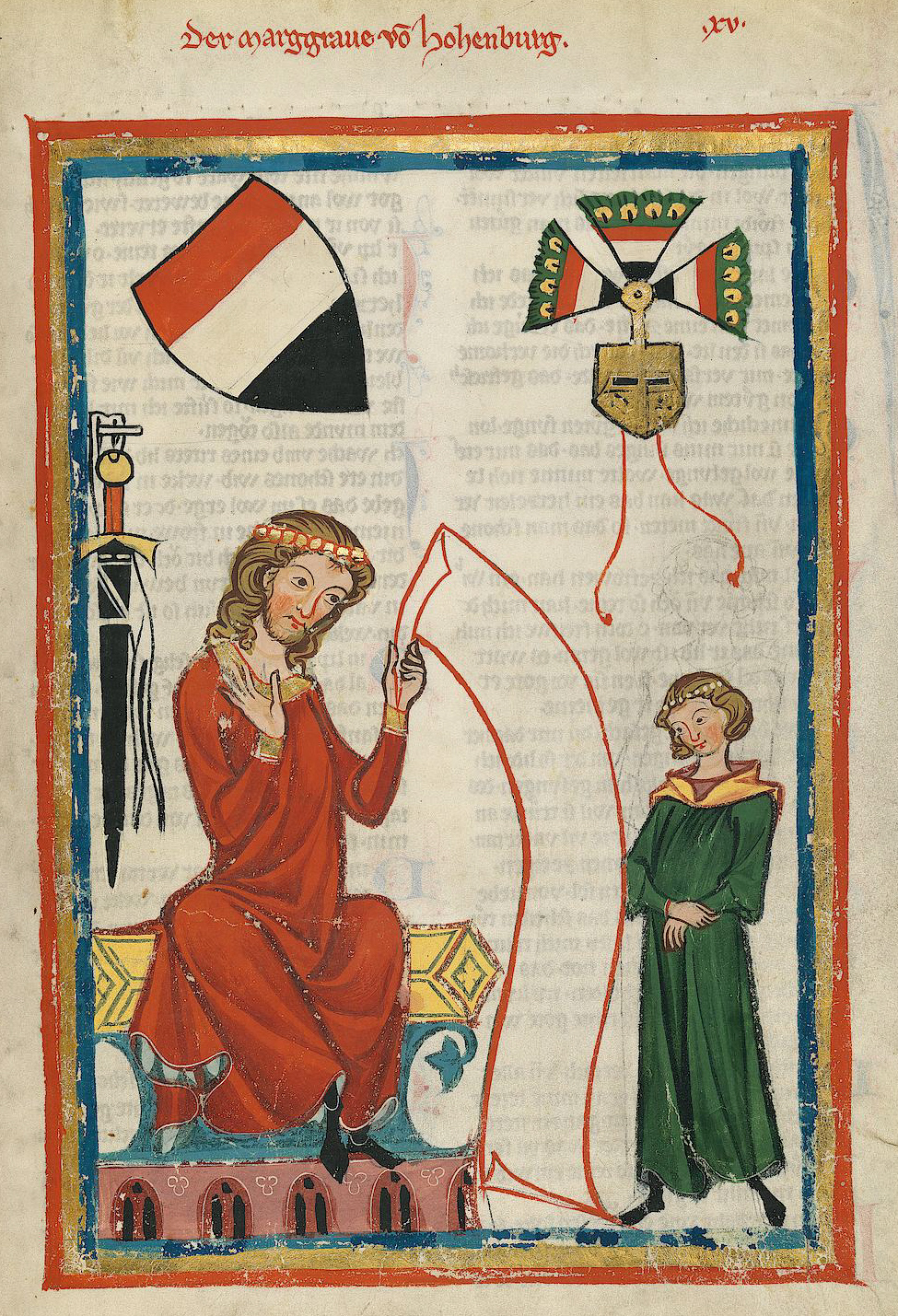
Bertoldo di Hohenburg

- Bertoldo IV d'Andechs, conte di Andechs e duca di Merania
- Bertoldo di Andechs-Merania, vescovo tedesco
- Bertoldo di Calabria, religioso e santo francese
- Bertoldo d'Este, condottiero italiano
- Bertoldo di Garsten, religioso e santo tedesco
- Bertoldo di Giovanni, scultore e medaglista italiano
- Bertoldo di Hohenburg, politico tedesco
- Bertoldo di Reichenau, religioso e storico tedesco

### Variante Berthold

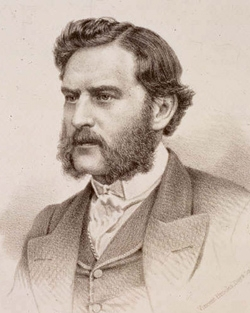
Berthold Carl Seemann

- Berthold I di Zähringen, capostipite della famiglia degli Zähringen, duca di Carinzia e margravio di Verona
- Berthold II di Zähringen, duca di Svevia e primo duca di Zähringen
- Berthold III di Zähringen, duca di Zähringen
- Berthold IV di Zähringen, duca di Zähringen e di Borgogna
- Berthold V di Zähringen, duca di Zähringen
- Berthold Auerbach, poeta e scrittore tedesco
- Berthold Bartosch, animatore e regista ceco
- Berthold Delbrück, linguista e filologo tedesco
- Berthold Carl Seemann, botanico tedesco
- Berthold Schwarz, monaco e alchimista tedesco
- Berthold Viertel, scrittore, drammaturgo e regista austriaco

### Variante Bertil
- Bertil di Svezia, principe svedese
- Bertil Haase, pentatleta svedese

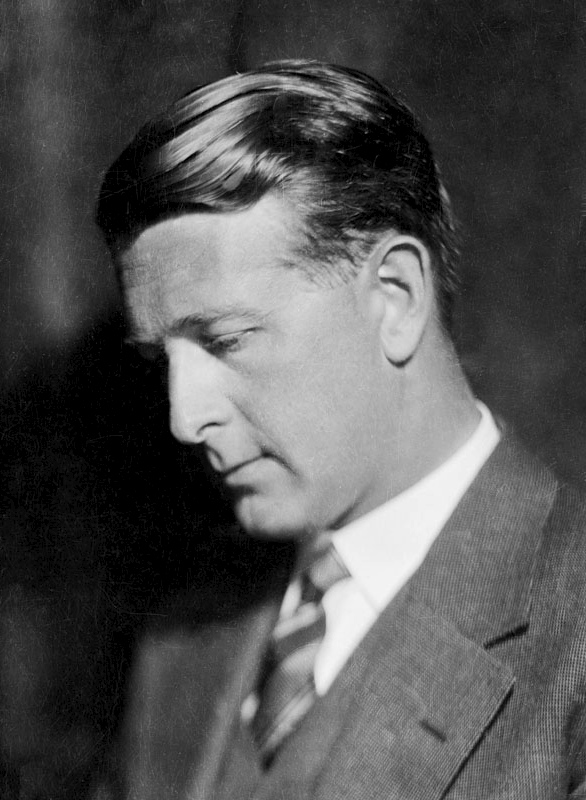
Bertil Ohlin

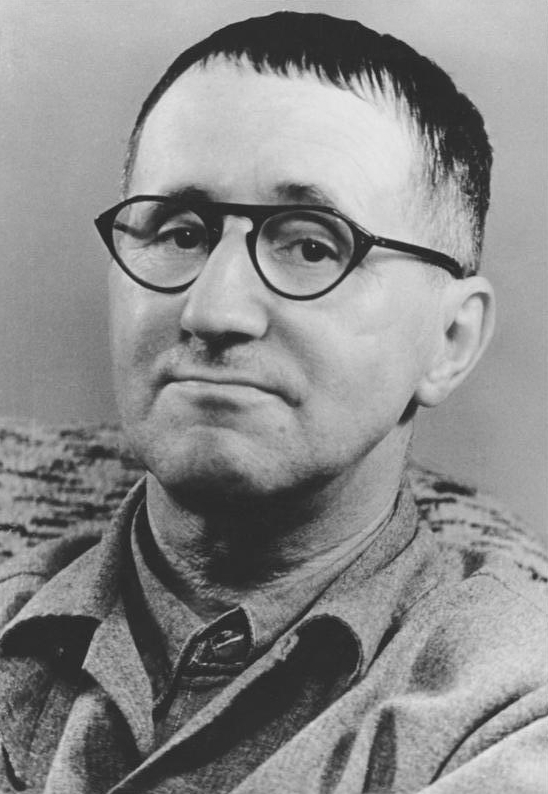
Bertolt Brecht

- Bertil Johansson, calciatore e allenatore di calcio svedese
- Bertil Karlsson, calciatore svedese
- Bertil Lindblad, astronomo svedese
- Bertil Lundman, antropologo e scrittore svedese
- Bertil Malmberg, poeta, traduttore e sceneggiatore svedese
- Bertil Nordahl, calciatore svedese
- Bertil Ohlin, economista e politico svedese
- Bertil Ohlson, atleta svedese
- Bertil Roos, pilota automobilistico svedese
- Bertil Sandström, cavaliere svedese
- Bertil Uggla, atleta, pentatleta e schermidore svedese
- Bertil Wennergren, esperantista e batterista svedese

### Altre varianti
- Bertolt Brecht, drammaturgo, poeta e regista teatrale tedesco
- Bertold Hummel, compositore tedesco

## Il nome nell'arte
- Bertoldo è un personaggio letterario protagonista della raccolta Bertoldo, Bertoldino e Cacasenno di Giulio Cesare Croce e di vari film a essa ispirati.
- Bertoldo fu una rivista settimanale di umorismo e satira pubblicata a Milano dal 1936 al 1943 dalla Rizzoli.